# Educação na Albânia
Antes dos comunistas chegarem ao poder, a taxa de alfabetismo na Albânia era muito baixa, apenas 15%. Escolas eram escarsas na época entre a Primeira Guerra Mundial e a Segunda. Quando os comunistas chegaram ao poder em 1944 o regime queria acabar com o analfabetismo. O regulamento era tão estrito que qualquer um entre 12 e 40 anos que não pudesse ler ou escrever era mandato para participar de aulas para aprender. Desde essa época de luta contra o analfabetismo a taxa de alfabetização aumentou bastante. Em 2008 a taxa de alfabetismo na Albânia era de 98,7%, sendo a taxa para os homens de 99,2% e para as mulheres de 98,3%. Desde os mais largos êxodos rurais na década de 1990, a educação se moveu também, com milhares de professores se mudando para as áreas urbanas acompanhando seus estudantes.